# Алвизе I Мочениго
Алвизе I Мочениго (на италиански: Alvise I Mocenigo) е 85-и венециански дож от 1570 до смъртта си през 1577 г.

## Биография
Алвизе I Мочениго е син на Томазо Мочениго и Лукреция Марчело. Той получава много добро образование, увлича се от античните автори. Прави дипломатическа кариера, посланик е през 1545 г. при император Карл V, който му дава титлата пфалцграф, и през 1557 при папа Павел IV. През 1566 г. става началник на Съвета на десетте. През 1567 се кандидатира за дож, но е изправен срещу други трима силни кандидати и гласовете на избирателите се разпиляват, в крайна сметка е избран възрастният Пиетро Лоредан и чак след неговата смърт Мочениго успява да стане дож.

## Управление
В началото на неговото управление Венеция е в подготовка за война с Османската империя, която иска да ѝ отнеме остров Кипър – венецианско владение вече от век. В периода 1570 – 1571 г. положението на Кипър е много неблагоприятно докато най-после е формирана християнска коалиция и е нанесено поражение на османския флот в битката при Лепанто. Победителите обаче не успяват да се възползват от успеха и в крайна сметка Венеция подписва мирен договор на 7 март 1573, с който отстъпва на османците Кипър.
В останалото време от управлението на Мочениго също се случват беди – два пожара разрушават Двореца на дожите (на 11 май 1574 и през декември 1577), особено силно наводнение и нова чумна епидемия през 1575 г.
Алвизе I Мочениго умира на 4 юни 1577 г.

## Семейство
Алвизе I Мочениго е женен за Лоредана Марчело, която умира през 1572 г.